# Wayne Palmer
Wayne Palmer er en fiktiv person i tv-serien 24 timer.
- Wayne Palmers familiære forbindelser:
  - David Palmer Bror (Sæson 1-5)
  - Sandra Palmer Søster (Sæson 6)
  - Sherry Palmer Svigerinde (Sæson 1-3)
  - Keith Palmer Nevø (Sæson 1 & 2)
  - Nicole Palmer Niece (Sæson 1)

- Wayne Palmers uddannelser:
  - Bachelor (B.A) i Politisk Videnskab fra Stanford University
  - Doktorgrad i jura fra Yale Law School
  - Marinesoldat fra den amerikanske hær

- Wayne Palmers tidligere stillinger:
  - Marinesoldat i den amerikanske hær
  - Advokat
  - Chef i Milliken Enterprises
  - Stabschef for David Palmer

- Wayne Palmers nuværende stilling:
  - Præsident for USA

## Sæson 3
Wayne Palmer er blevet hyret som stabschef for sin bror David Palmer, og man ser ham første gang, da han er ved at forberede et debatmøde mellem Præsident David Palmer & Præsidentkandidat John Keeler.
Men han finder ud af at John Keeler har en mappe med skadelige informationer om David Palmer og hans kærlighedsforhold med Anne Packard. 

I mellemtiden finder Waynes tidligere arbejdsgiver Alan Milliken, der er David Palmers største finansielle støtte, ud af at Wayne Palmer har en affære med Alan Millikens kone; Julia Milliken kræver han at Wayne Palmer bliver fyret som stabschef.
I stedet for at fyre Wayne Palmer tilkalder David Palmer sin eks-kone, Sherry Palmer, for at få hende til at finde "skidt" til at afpresse Alan Milliken. 

Sherry Palmers mislykkede afpresning der resulterer i et forsætligt drab af Alan Milliken, og da hun truer David Palmer med afpresning tager Wayne Palmer og en specialist af sted for at stjæle Sherry Palmers beviser i hendes hus, men Sherry Palmer kommer hjem og senere ankommer Julia Milliken der har givet op og skyder Sherry Palmer og på trods af at Wayne Palmer forsøger at afværge det, skyder Julia Milliken sig selv. 
Imellem Sæson 3 og 5 gifter Wayne Palmer sig, men hans kone bliver aldrig offentliggjort eller vist i serien

## Sæson 5
.

## Sæson 6
.
| 24 Timer | Spire Denne artikel om tv-serien 24 Timer er en spire som bør udbygges. Du er velkommen til at hjælpe Wikipedia ved at udvide den. |